# ألبرت غيلبرت (مصور)
ألبرت غيلبرت هو مصور كندي، ولد في 18 نوفمبر 1922 في تورونتو في كندا.